# Karatau
Karatau (Қаратау en kazajo) es una ciudad situada en la región de Talas en la provincia de Jambyl al sur de Kazajistán. La mayor ciudad próxima a Karatau, Taraz, se encuentra aproximadamente a unos 100 km al sudoeste.

## Nombre
El nombre Karatau significa Montaña Negra en la lengua kazaja. Karatau recibió su nombre de la cordillera montañosa Karatau situada en las proximidades.

## Historia
Se encuentra situada en uno de los trayectos de la antigua Ruta de la Seda.
En 1963, el municipio se convirtió en una ciudad.
En 1970, la población de la ciudad era de 27 mil personas, había una planta minera para la extracción y procesamiento de fosforitas, una Facultad técnica general del Instituto Politécnico de Almá-Atá y una escuela técnica de minería y construcción.
Durante la guerra en Afganistán, los islamistas dushmans mataron brutalmente a los partidarios del nuevo gobierno y sus familias. El gobierno de la URSS aceptó aceptar y educar a los niños huérfanos afganos. En la primavera de 1988, doscientos niños afganos de la República Democrática del Afganistán llegaron a Karatau. En memoria de este evento, se plantó un callejón de manzanos en la ciudad, que recibió el nombre de "callejón de los jóvenes Afganos".
En enero de 1989, la población de la ciudad era de 41,8 mil personas, la base de la economía de la ciudad en este momento era la extracción y procesamiento de fosforitos.
Tiene una población estimada de unos 30 000 habitantes.

## Transporte
Hay una estación de tren aquí

## Publicaciones
- Каратау // Советский энциклопедический словарь. редколл., гл. ред. А. М. Прохоров. 4-е изд. М., "Советская энциклопедия", 1986. стр.544